# Lista stadionów piłkarskich w Macedonii Północnej
Lista stadionów piłkarskich w Macedonii Północnej. Uwzględniono stadiony o pojemności co najmniej 5000.
| #  | Stadion | Stadion                    | Pojemność     | Drużyna                                                                    | Miasto    | Uwagi |
| -- | ------- | -------------------------- | ------------- | -------------------------------------------------------------------------- | --------- | ----- |
| 1  |         | Arena Narodowa             | 33 460        | Macedonia Północna, Macedonia Północna U-21, Wardar Skopje, FK Rabotniczki | Skopje    |       |
| 2  |         | Stadion im. Goce Dełczewa  | 15 000        | Pobeda Prilep                                                              | Prilep    |       |
| 3  |         | Stadion Miejski            | 15 000        | FK Teteks, Szkendija Tetowo                                                | Tetowo    |       |
| 4  |         | Stadion Mładost            | 9 200         | Bełasica Strumica                                                          | Strumica  |       |
| 5  |         | Tumbe Kafe                 | 8 000         | FK Pelister                                                                | Bitola    |       |
| 6  |         | Stadion Miejski            | 7 500         | FK Tikwesz                                                                 | Kawadarci |       |
| 7  |         | Stadion Miejski            | 5 000         | Napredok Kiczewo                                                           | Kiczewo   |       |
| 8  |         | Stadion Miejski            | 5 000         | Bregałnica Sztip                                                           | Sztip     |       |
| 9  |         | Stadion im. Nikoły Mantowa | 5 000         | FK Osogowo                                                                 | Koczani   |       |
| 10 |         | Stadion Czair              | 4 500 – 6 000 | Słoga Skopje                                                               | Skopje    |       |